# 생태지역

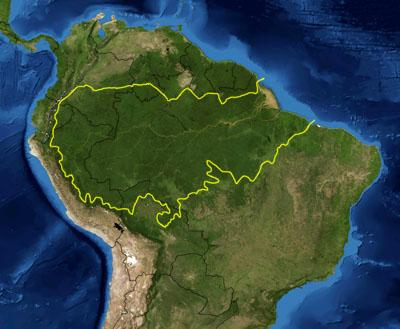
아마존 우림의 생태지역 지도. 황색선은 세계 자연 기금이 분류한 생태지역을 에워싸고 있다.

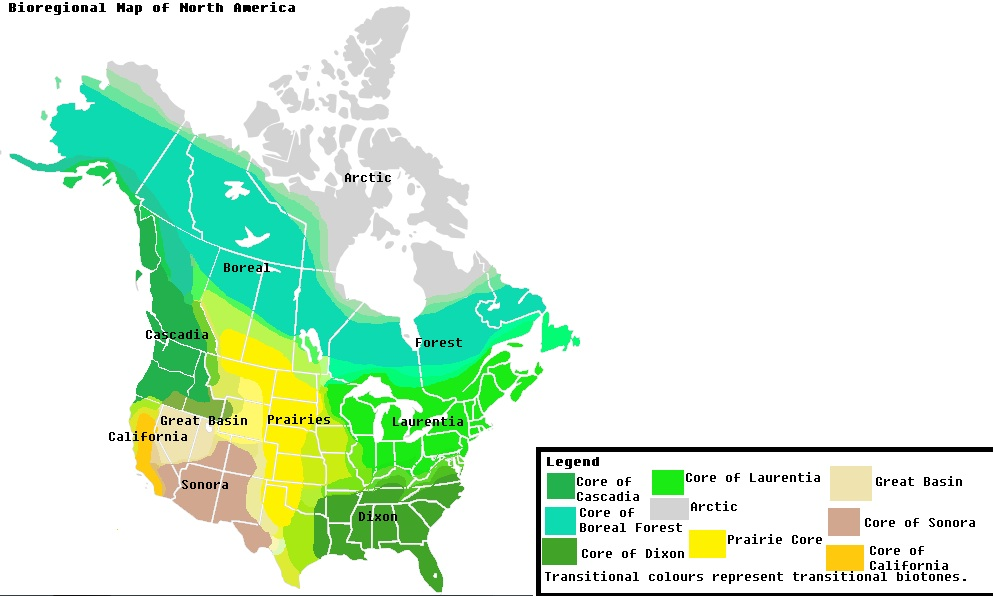
북아메리카의 생태지역도

생태지역(生態地域, ecoregion)은 생태적 지역, 생태 지구보다 작은 범위의 생태학적, 지리학적 지역 단위이다. 생태지역, 생태적 지역, 생태 지구는 모두 생태계보다 작은 범위에 속한다.
생태지역은 넓은 토지 혹은 해양 지역을 포함하며, 그 안에 자연 생태계와 종 분포 현황 등의 지리적 특징 등의 정보가 포함되어 있다. 생태지역을 구성하는 식물상, 동물상 그리고 생태계의 생물 다양성은 생태지역을 다른 생태지역과 구분할 수 있는 중요한 요소이다. 이론상 생물 다양성 혹은 자연 보호의 생태지역은 다른 종 혹은 생태계가 유입되어 올 수 있는지에 대한 잠재 가능성의 요소를 판단하여 결정된다.